# 技術翻訳
技術翻訳（ぎじゅつほんやく、英:
Technical translation）とは、テクニカルライターが作成した文書（マニュアルなど）や、技術分野や科学技術の実践についてのテキスト（技術テキスト）の専門翻訳。専門用語の存在は技術テキストの特徴ではあるが、専門用語があるという事実だけで技術テキストと分類することはできない。というのも、技術的ではない多くの学術領域や主題にも、専門用語と見なしうる語彙が存在するからである。技術翻訳は多種多様な専門テキストの翻訳を包含し、高度な分野知識と、関連する用語および記述・文体上の慣行の習熟を要する。
特許における用語の一貫性の重要性や、技術文書の高度に定型的で反復的な性質を踏まえると、翻訳メモリや用語データベースを用いるコンピュータ支援翻訳は特に適している。ジョディ・ビルンは著書『技術翻訳』の中で、技術翻訳はテクニカル・コミュニケーションと密接に関連しており、ユーザビリティや認知心理学などの領域の研究からも恩恵を受けうると主張している。
専門用語に満ちたテキストをより幅広い読者にとって理解可能にすることに加え、技術翻訳は、技術的テキストをある言語から別の言語へ移す際に関わる言語学的特徴も含んでいる。
翻訳一般は、理論と実践の双方に影響される、芸術と科学の均衡である。翻訳の言語学的特徴と美的側面の双方に通じる知識は、技術翻訳の領域にも直接的に当てはまる。

## 背景
技術翻訳は1960年代以来一つの分野として認識され、研究され、発展してきた。翻訳研究の領域に端を発するこの分野では、伝統的には、テキストが翻訳される原言語を重視してきた。しかし年月の経過とともに、この伝統的アプローチから離れ、翻訳の目的や想定読者に焦点を当てる流れが現れている。その背景には、おそらく、技術文書における用語が占める割合はわずか5～10%に過ぎず、残りの90～95%は自然な文体で書かれている、という事情がある。技術翻訳は職業翻訳のさまざまな類型の一つにすぎないが、規模では最大の類型である。現在では、職業的に行われる翻訳の90%以上が技術翻訳者によって担われており、この分野の重要性と意義が強調されている。

## 方法と実務

### 技術翻訳者
技術翻訳者は、情報の伝達者であるだけでなく、手続き的談話と知識を構築する構築者でもある。というのも、多くの場合、技術翻訳者はテクニカルライターの役割も担うからである。研究によれば、テクニカルコミュニケーターは、既成の情報を単に右から左に流すのではなく、新たな意味を創出していることが示されている。単一言語内での技術翻訳であれ、複数言語間の技術翻訳であれ、技術翻訳者は意味創出において重要な役割を果たしている。
テクニカルコミュニケーションの専門家と同様に、技術翻訳者には学際的で多面的な背景知識が求められる。実際の翻訳プロセスに関する理論的・言語学的な指針を把握するだけでなく、認知心理学、ユーザビリティ工学、テクニカルコミュニケーションといった他領域への理解も、優れた技術翻訳者には不可欠である。

### 技術テキストの翻訳

#### 分析
訳者は、何を翻訳するのかを理解するために文書を読み、テキストのコンテキストを特定する。技術翻訳では、その後、テキストの種類と文脈に基づいて使用域と雰囲気が決定されるが、一般に技術テキストの雰囲気は中立的である。使用域は非常に形式的・科学的になり得る一方、一般読者にも理解しやすいものに調整することもできる。また訳者は、翻訳の助けとなる資料を得るために、文献調査等のドキュメンテーション手法を用いてリソースを探索する必要がある場合もある。

#### 理解
訳者の経験やテキストの性質に応じて、テキストの難易度や課題の種類（適切かつ迅速に訳出できるか、あるいは自分には理解できない翻訳上の問題があるか等）を評価する必要がある。多くの場合、訳者には得意分野があり、特定の用語や文献に精通している。しかし、分野知識のすべてを習得できない場合でも、性質の近い他分野の知を転用したり、リサーチを行ったりすることができる。
リサーチは訳者に「基本原理や技術についての十分かつ堅固な理解」をもたらす。訳者は用語を訳すだけでなく、著者が当初用いた文体も再現して、目標言語で同等の効果を生み出さねばならない。既有の分野知識に加え、リサーチはテキストの基礎を理解する助けとなる。技術翻訳者が用いるツールには、用語集、百科事典、技術辞典などがあり、技術は急速に進化するため、それらの多くは比較的最近刊行のものであることが多い。さらに訳者は、学会・カンファレンスや講座への参加、雑誌の購読などを通じて、翻訳対象分野の新技術を常にフォローし、最新の用語を使用できるようにしておかなければならない。
用語上または言語上の問題を訳者だけでは解決できない場合、訳者はリサーチを行ったり、特定分野の専門家に連絡して、さらなる明確化や説明を求めることがある。これには、技術者や管理者等、特定の技術・産業分野のあらゆる職種の人々と協働することが含まれる。訳者が翻訳の過程で相談する専門家には二種類あり、起点言語でテキストを書いた著者と、目標言語の専門家である。著者は文脈や自分が何を言おうとしているかを説明できる一方で、目標言語側の専門家は、用語や、著者が伝えようとしている内容を目標言語でどう表現するかを説明できる場合がある。翻訳とは、訳者と専門家の間のチームワークである。専門家から得た情報で問題が解決しない場合、たとえば訳しにくい用語や訳せない用語がある場合には、例示を用いて目標言語で概念を説明する場合もある。

#### 翻訳
訳者は、時間的制約や翻訳経験に応じて、作業工程の間を行き来することがある。たとえば、翻訳しながら同時に改訂・推敲を行うこともある。訳者は、当該テキストの種類への慣れ具合に応じて、参照資料に当たり、リサーチを行う。クライアントにとって最も近い対応訳を見つける必要がある場合には、翻訳メモリや機械翻訳ソフトウェアを用いる。翻訳プロセスは、各地域における法令や倫理規程、さらには検閲の有無にも左右され、これらは訳文の仕上がりに影響しうる。

#### 改訂
改訂の要否や方法は、訳者の経験やテキストの性質に依存する。翻訳会社では、校閲者が改訂を担当することがあるが、フリーランスの訳者は自らの訳文を自ら改訂しなければならない場合がある。医薬品関連のテキストでは、法令に応じて改訂が要求されることがあり、原文情報が誤訳された場合に危険が生じることがある。また、翻訳会社が用いる特定のスタイルガイドが存在し、それに従うことが求められる場合もある。

#### テクニカルライティング
テクニカルライティング（英語版）と技術翻訳は、扱う内容が類似している場合があるものの、後者は翻訳であるから前者とは異なる。テクニカルライティングの目的は何かのやり方（how to）を説明することにあるが、技術翻訳は他者が説明したその説明を、別言語で伝えることを試みる。また訳者は、統制語彙を用いるべきか、そしてそれが目標言語の文化に適合するかどうかも検討することがある。

## 機械翻訳

### 概要
技術翻訳の分野の実務家は、機械翻訳ないし機械支援翻訳と呼ばれる方法を用いることが多い。これは、起点言語から目標言語への翻訳を人間が行うのではなく、各種のコンピュータ・ソフトウェアを用いる手法である。機械翻訳のも色々あり、オンライン上には無料で使える機械翻訳ツールが多く存在するが、テクニカル・コミュニケーションの分野において、一度に膨大な量のテキストを翻訳できる機械翻訳には基本的に二つのタイプがある。すなわち、トランスファー方式機械翻訳（英語版）と統計的機械翻訳（英語版）である。トランスファー方式機械翻訳システムは開発にかなりのコストがかかり、起点言語と目標言語の文法規則を言語学者が定めて構築する。機械は、その言語学者が策定した規則や指針の範囲内で動作する。この種の規則作成という性質上、非常に時間がかかり、言語学者側に言語構造についての広範な知識基盤が求められる。それにもかかわらず、市販の機械翻訳器の大半はトランスファー方式の機械である。Yahoo!バベルフィッシュは、この種の翻訳技術を用いるプラットフォームの一般的な例である。
統計的機械翻訳は、過去に翻訳された膨大な情報断片を集約し、統計的分析を用いて、起点言語と目標言語の対応を事前に集約されたコーパスとの照合によって決定する。この方法は、転移ベースの機械翻訳に比べて費用も開発時間も少なくて済むが、生成される翻訳の品質はしばしば転移ベースには及ばない。Google が提供する翻訳サービスは、トランスファー方式の翻訳技術を用いている。なお、技術翻訳は、職業的あるいは企業の翻訳者にとってプライバシー上の懸念を引き起こす可能性がある。

### 有効性
高価な機械翻訳を使えない技術翻訳者にとって、インターネット上には無料または少額の料金で利用できるオンライン翻訳サイトが多数存在する。各種オンライン翻訳ツールの有効性を検証する研究もいくつか行われている。ある論文では、オンライン機械翻訳が適切な検索結果を取得するうえでどの程度成功するかが検討された。コンピュータに基づく統計解析を用いた結果、翻訳後の検索結果は単一言語検索と比べて効果がわずか 10％ 低いだけであり、かなり高い成功率を示した。ただし、この研究で成功が見られたのは目標言語の一つに英語が含まれていた場合に限られる。
別の研究は、人間の関与と組み合わせた場合の機械翻訳の有効性を指摘している。研究者は混合研究法を用いて、まず統計分析で機械翻訳の有効性を検証し、その後、翻訳プロセスの一部として人間の介入を必要とする新しいタイプの機械翻訳を検証した。この実験により、人間の関与が機械翻訳の全体的な正確さを高めることがわかった。この研究は、技術文書の翻訳過程における技術翻訳者の重要性を示している。

### 利点
いかなる機械翻訳も人間の翻訳者をそのまま再現したり代替したりすることはできないが、技術翻訳における機械翻訳には多くの実用的用途と示唆がある。人手による翻訳と比べて、機械翻訳にはコスト面での優位があり、株式市場や天候に関連する業務のように情報が絶えず変化するテクニカル・コミュニケーションの領域や、短期間に膨大な量の情報を翻訳する場合、迅速で頻繁なコミュニケーションが求められる状況では、機械翻訳が特に有利に働く。このような状況においては、機械翻訳を用いることにコスト的利点がある。

## 文化

### 文化の翻訳
言語を適切に翻訳することと同様に、技術翻訳の領域において文化がどのように翻訳・伝達されるかということは重要である。技術翻訳において、文化に対する理解は言語知識と同等に重要で、ここにおいて技術翻訳は一層複雑になる。チームが同じ目標言語で作業していても、文化が異なればコミュニケーションのあり方は大きく異なる。ロシア人と協働するカナダ人技術翻訳者・コンサルタントは、北米英語とグローバル英語の両方を扱う業務における困難について、修辞、文章の雰囲気、文書の書式、工学文書における目標観の相違を例に挙げ、著者はチームの文化的慣行が、技術翻訳における適切なコミュニケーションを妨げうることを強調している。
国連の『世界人権宣言』を用いた研究で、意味ネットワーク分析や空間モデリングを含む相関分析によって、同文書の七言語翻訳の間に見られる差異を分析したところ、各翻訳はおおむね類似している一方で、各言語版に文化特有の微妙な差異が存在することがわかった。「people」「individual」「man」「nation」「law」「faith」「family」といった語は、七言語内での相対的重要度が異なっていた。アラビア語では「man」という語が高い重要度を示したのに対し、他の言語では「person」や「individual」といった語のほうがより重要視されていた。別の例では、英語の「entitle」と中国語の「enjoy」が「権利」という概念に結びつく含意を帯びており、各言語に固有の概念関係が存在することを示した。こうした差異は文化固有のニュアンスを示している。
機械翻訳以外の手法は全て最終的には人間が行うため、翻訳のおいて完全な客観性は不可能である。国際的なテクニカル・コミュニケーションは文化的差異を無視できないため、そうした差異が翻訳にどのように影響するかを見極めることは、この分野の専門家にとって基本となる。
さらに、文化の違いは、特に警告やリスク要因を伝える際、情報伝達に不利に働きうる。人々が特に危険や警告を表現する文脈では、文化によって異なる反応を示すことから、技術翻訳では文化の理解が非常に重要である。ある研究者は、現行の技術翻訳における用語のばらつきや文化的非一貫性に鑑みると、リスク要因を伝達する際にテクニカルライターが情報の受け手をしっかり定義し直す必要があると述べた。ある受け手には適切な翻訳でも、文化的に異なる受け手にはそうではないかもしれない。
下記の採鉱をめぐる例では、文化が異なれば安全情報に対する認識も異なることが示されている。米国と英国における採鉱のリスク・コミュニケーションを比較した研究では、職場の安全推進の責任主体を誰とみなすかについて異なった認識が見られた。ある文化では、職場における自信の安全確保の責任は労働者にあると考えていたが、別の文化では、その業務や手順書が立脚する科学知識が安全推進の責任を負うものと捉えられていた。
リスク・警告・注意喚起は翻訳される技術文書の重要な要素であることが多いため、技術翻訳者は、文化差が翻訳された文章にどのように影響するかを理解する必要がある。特定の文化についての思い込みを避け、多くの文化を理解することは、危険回避の文脈に限らず、一般的な場面でもより効果的な異文化間コミュニケーションにつながる。
「普遍的な文体」に関する一部の研究は、異なる文化や言語間の翻訳可能性を高めることを目指して進められてきた。ところが、この課題の難しさを示すかのように、ある研究者は「曖昧さのない言い回しは効果的コミュニケーションを容易にする」という常識に疑義を呈した。アジア圏の一部では、明確すぎる表現は文書より口頭伝達への依存を強めてしまうため、不明瞭な記述が実際には有用であった事例が挙げられている。曖昧な表現が有効であるというこの例は、技術翻訳における「普遍的な文体」構想の問題点を示すだけでなく、適切な技術翻訳において文化が重要な役割を果たすことを改めて示している。

### 文化と技術
技術が情報へのアクセスを高め、コミュニケーションを加速させる時代にあって、技術翻訳者は人々が技術とどう関係・反応・活用するかにおいて文化が果たす役割、そして文化が情報にどのような影響を及ぼしうるかを理解しておかなければならない。
文化間で技術の使われ方がどのように異なるかを示すため、ある研究者は、民族的に多様な受け手に向けた文書を包括的に分析するプレゼンテーションを行い、異文化コミュニケーションにおいて特別な注意を要する点を示した。たとえば、考慮すべき項目として、計量単位系、図表・記号の種類、プレゼンテーション媒体などが挙げられた。さらに著者は、紙面レイアウト、綴り、語義、ユーモアの用い方など、英語の諸変種間におけるコミュニケーションへ影響する顕著な相違点も指摘している。技術翻訳者はこうした研究も参照できる。
また、インターネットが世界各地の文化にどのような影響を与えてきたかを理解することも重要である。言語や文化の違いによるインターネット利用パターンやメディア嗜好の違いは、世界の多様な人々に効果的に届くためには複数の戦略が必要なことを示す。インターネット上でグローバルな読者を相手にする技術翻訳者は、文化的多様性への理解と技術的な対応力を備えている必要がある。
技術が異文化間・国際間コミュニケーションを容易にしていく中で、技術翻訳者は異文化コミュニケーションと倫理について理解することが求められる。専門家はテクニカル・コミュニケーションと翻訳の実践において、ステレオタイプや自民族中心主義を避けなければならない。

## リンガ・フランカとしての英語

### 英語が翻訳に与える影響
技術翻訳は、グローバルな世界で言語・談話・コミュニケーションを支える媒体である。技術がより容易かつ迅速なコミュニケーション手段を生み出し、グローバル化が加速するにつれ、多様な言語話者と意思疎通する必要性も高まっている。複数言語で対応するのではなく、地球規模のコミュニケーションの一次言語として英語を用い、英語をリンガ・フランカ（共通世界語）とするという発想も提案されてきた。しかし、リンガ・フランカとしての英語には、テクニカル・コミュニケーションの分野にとってさまざまな示唆がある。とりわけ英語を母語とする技術翻訳は、翻訳において英語一辺倒の姿勢を取りがちだ。言い換えれば、翻訳の目的が英語への・英語からの翻訳に置かれ、英語表現が主眼となりやすいということだ。英語は国際的なコミュニケーションの言語ではあるが、唯一の言語ではないため、英語のみで伝えるという視点から離れることが重要だ。英語以外の言語でテクニカル・コミュニケーションを維持していくという考え方は、多言語話者が多い国々においてとりわけ重要である。たとえば、リンガ・フランカとしての地位に起因する英語偏重が、技術翻訳やコミュニケーションの実務において、米国のスペイン語母語話者に負の影響を及ぼしていることが研究で示されている。各種電子機器のユーザーマニュアルでは、スペイン語訳が質・量の両面で不十分である例が見られ、英語以外の言語話者にとって技術文書へのアクセスが限られていることを示している。これは部分的には、英語がリンガ・フランカであることの帰結かもしれない。最後に、リンガ・フランカとしての英語を論じる際には、翻訳不能性（英語版）と、その技術翻訳における意義を考えることが大切だ。直接対応する語が目標言語に存在せず、言い換えや説明が必要な場合や、起点言語の重要な文化的意味が目標言語では十分に伝わらない場合、その語は「翻訳不可能」と見なされる。英語における代表例としては、ドイツ語の “schadenfreude” が挙げられる。これは「他者の不幸によって喜びを覚えること」を意味する語であり、対応語の欠如ゆえに翻訳不可能性の一例となっている。翻訳不可能性は、対応語の欠如、文化的意味の欠如、あるいはその両方によって生じうる。
ある研究では、翻訳不可能な語に直面したとき、技術翻訳者が当該語の使用自体を回避する回避戦略を取る傾向が示された。翻訳不可能性は、技術翻訳において英語のみをリンガ・フランカとして用いることが万能ではなく、むしろ複数言語間で文書をより効果的に翻訳する方策が重要であることを示唆している。さらに、そもそも技術文書には多言語的な語彙が含まれている。たとえば英語では、「subdural hematoma（頭蓋骨の下の血腫）」のようにラテン語やギリシャ語に由来する用語が用いられるし、中国語における日本語の用例として「急性直腸炎開刀手術」が挙げられ、「盲腸」という語が日本語では「蟲垂」として最初に現れた、などの事例がある。こうした例は、技術文書がしばしば多言語の語彙層を取り込みながら成立していることを示している。